# منى سيف
منى أحمد سيف الإسلام عبد الفتاح حمد (12 مارس 1986 -)، ناشطة سياسية وحقوقية مصرية، عرفت بنشاطها على الشبكات الاجتماعية، ودورها في الثورة المصرية، وفي رفضها لقضية محاكمة المدنيين عسكرياً ومثولهم أمام القضاء العسكري بعد تنحي مبارك.

## الحياة الشخصية

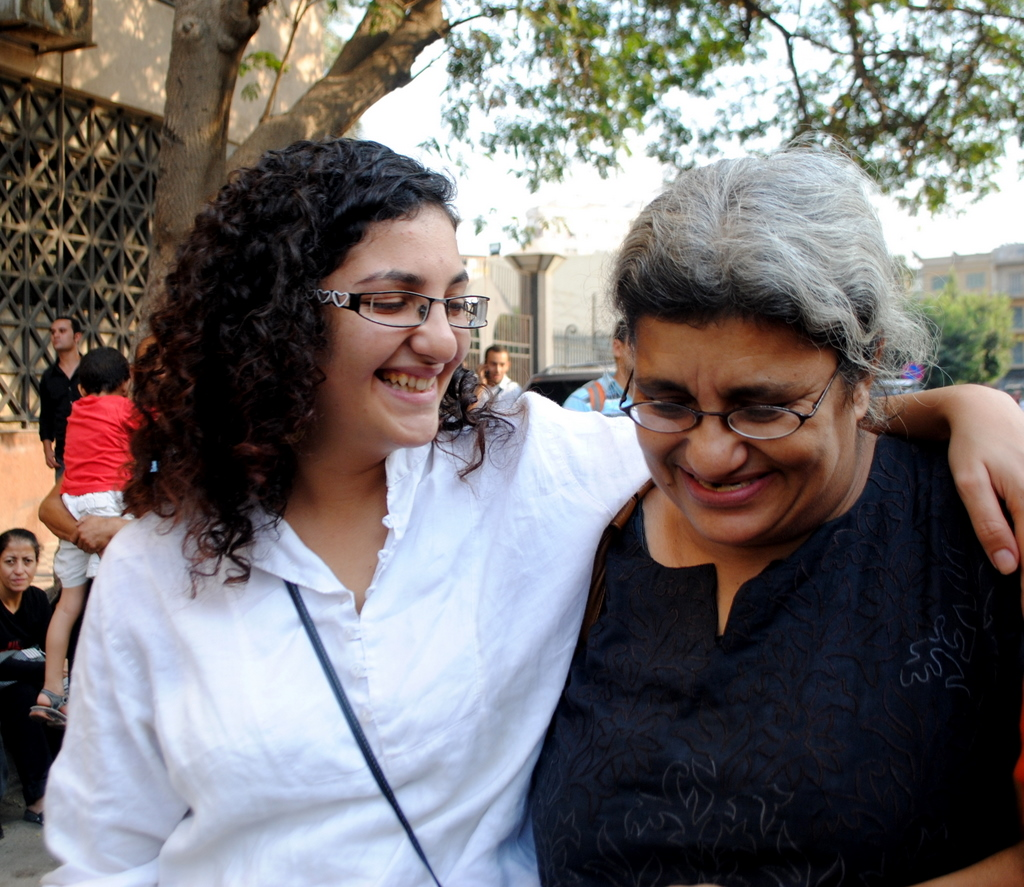
منى سيف مع والدتها ليلى سويف في مسيرة بالقاهرة يوم 14 أكتوبر 2011

ولدت منى في العاصمة القاهرة في 12 مارس 1986، ونشأت وسط أسرة جميع أفرادها من النشطاء، وكانت المشاركة السياسية موضوعاً أساسياً للنقاش في مرحلة طفولتها. سجن والدها لمدة خمس سنوات، وعذب أثناء فترة سجنه، على أثر عمله كمحام لحقوق الإنسان. وساعدت والدتها ليلى سويف، الناشطة وأستاذة الرياضيات، ساعدت في تنظيم العديد من المظاهرات ضد نظام مبارك لعقود قبل سقوطه. وقد تعرضت والدتها في 2005 للاعتداء من قبل بلطجية مبارك مع مجموعة من الناشطات الحقوقيات، مما أسفر عن كسر يد أخوها علاء عندما حاول حمايتها. وقد أشادت منظمات حقوقية بوالدتها على «وقوفها في وجهة النظام والشرطة في عدة مناسبات دون تردد» يعمل شقيق منى علاء مبرمج، بجانب نشاطه السياسي أيضاً كباقي أفراد العائلة. أنشأ علاء هو وزوجته مدونة سياسية تهتم بالشأن المصري. وقاما بتوثيق العديد من الاعتداءات من نظام مبارك منذ 2005. اعتقل بعدها بسنة في مظاهرة، وسجن لمدى 45 يوماً. فشاركت منى زوجته منال في تنظيم حملة على الإنترنت على مستوى العالم للمطالبة بإطلاق سراحه. كما شاركت سناء، أختها الصغرى في تنظيم العديد من المظاهرات والاحتجاجات.
وتعمل منى بجانب نشاطها السياسي كباحثة في مرض السرطان.

## ثورة 2011

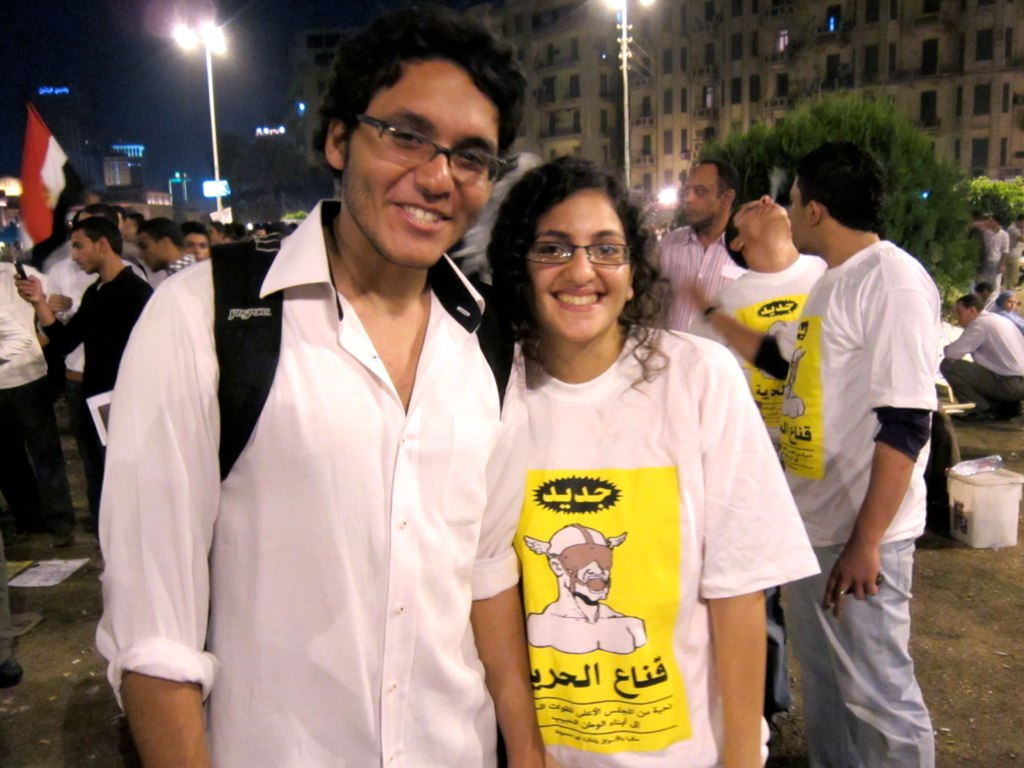
نور (نجل أيمن نور) ومنى سيف.

زادت حدة التوتر بين المتظاهرين والنظام مع دخول عام 2010. وبدأت منى في حضور الاحتجاجات بشكل دوري بجانب محاولتها لنشر الوعي السياسي بين الشعب. ذكرت منى في حديثها مع شبكة سي إن إن: «لقد احتفلت بعيد ميلادي الخامس والعشرون في مظاهرة أمام دار القضاء».
خلال الثورة، وبين 25 يناير و5 فبراير كانت أسرة منى جميعها في الميدان، ثم انضم إليهم أفراداً أخرى من العائلة.

## ما بعد مبارك

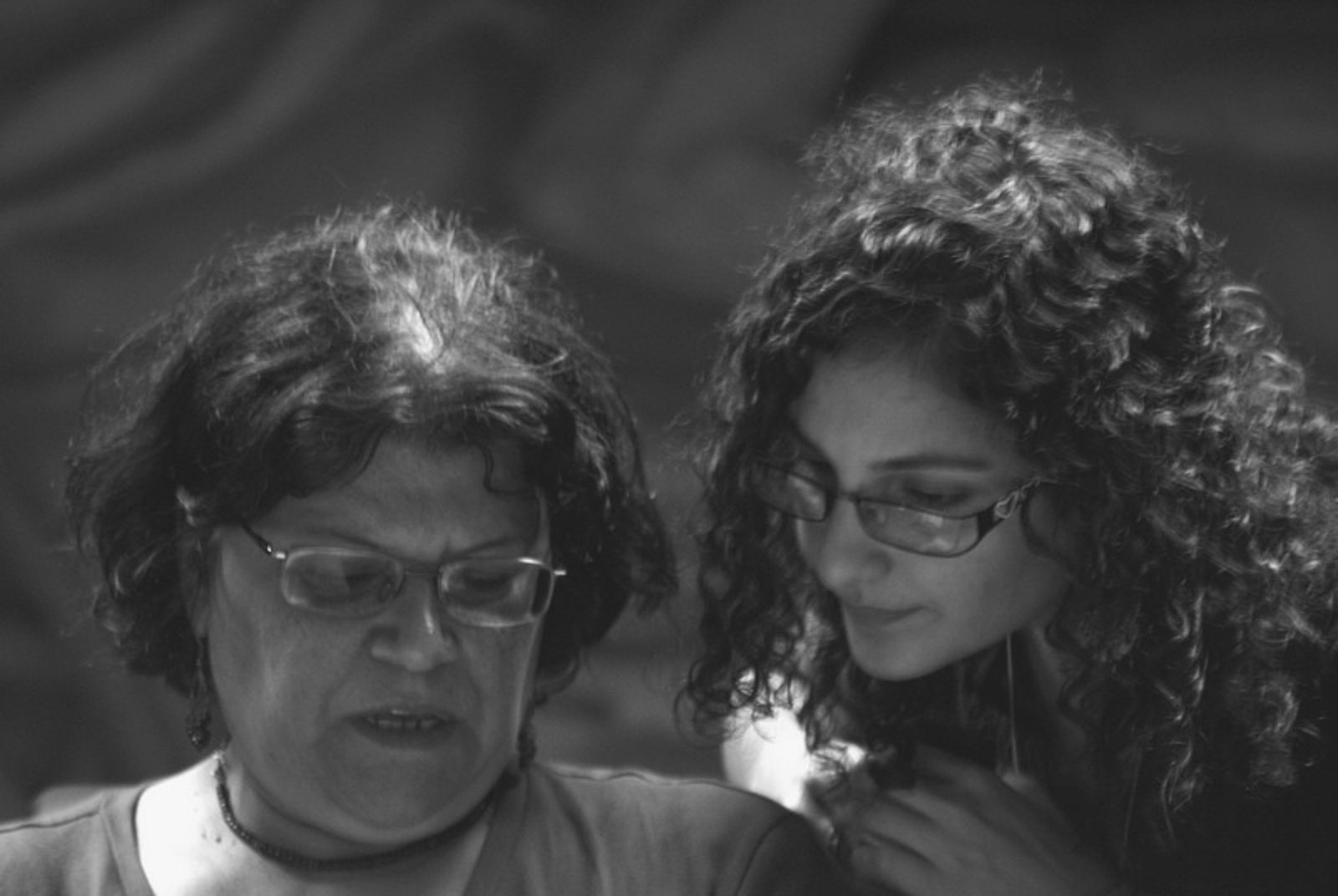
الدكتورة عايدة سيف الدولة، ومنى سيف في مؤتمر لمناهضة التعذيب

تشارك منى في مجموعة لا للمحاكمات العسكرية للمدنيين، والتي تهدف إلى القيام بضغط شعبي وإعلامي من أجل الإفراج عن المدنيين الذين أحيلوا إلى المحاكم العسكرية ومحاكمتهم أمام قاضي مدني، بالإضافة إلى التحقيق في حالات التعذيب التي تقوم بها الشرطة العسكرية على وجه الخصوص. كتبت منى على مدونتها ماعت، عن ما شاهدته من قيام الشرطة العسكرية لفض العديد من الاعتصامات في ميدان التحرير، وطلبت من القراء المشاركة بقصصهم.
انتقدت سيف المجلس الأعلى للقوات المسلحة الذي يصف نفسه بالحاكم الانتقالي، انتقدت السياسات المتبعة تجاه الذين تصفهم بالثوار، والذي واجه عدداً منهم محاكم عسكرية وقالت أن حقيقة حفظ القضايا ضد عدداً من الثوار دون تبرئتهم رسمياً هو أمر لا يليق بالثوار ومافعلوه.
قدرت سيف ومجموعة لا للمحاكمات العسكرية، عدد المدنيين الذين حوكموا محاكمات عسكرية بأكثر من 12 ألف مدني منذ قيام الثورة وحتى نهاية أغسطس 2011. وترى سيف أن هناك تحول في أسلوب المجلس العسكري منذ مارس من نفس العام: «على عكس ماحدث مع المتظاهرين في 9 مارس و9 و12 أبريل، وإدانة المدنيين بفترات تتراوح من 3 إلى 5 سنوات، تم التحول في الأسلوب والحكم على المدنيين بأحكام مع وقف التنفيذ.. من الصعب التكهن بردود أفعال المجلس العسكري، إلا أنه لا شك في هذا التقدم إلى وجود ضغط شعبي وحقوقي على المجلس يدين المحاكمات العسكرية،»
استمرت منى في نقد سياسات المجلس العسكري، وأكدت على وجود أدلة تشير إلى استهداف قوات الجيش صفوف المتظاهرين، فقد تم استهداف العديد من المشاهير المرتادين على التحرير، والعديد من النشطاء، وتم تعذيبهم بالعديد من الأشكال الغير دستورية كما تروي منى. وترى أيضاً أن هناك نية عسكرية لكسر الروح الثورية لدى الشارع.
تعمل منى أيضاً على تسجيل وتدوين ماحدث مع المفرج عنهم خلال فترة وجودهم داخل السجون الحربية، ويتم تسجيل التدوينات بصورة ملحوظة على مدونة يوميات التحرير. بسبب اعتقادها أنه ومع وجود العنف والتعذيب من جانب الجيش، فإن الإنترنت يصبح أحد الوسائل المهمة والقليلة في مكافحة هذه الانتهاكات.

## للمزيد طالع
- http://www.asafeworldforwomen.org/war-zones/pc-egypt/564-egypt-my-part-in-the-revolution-mona-seif.html
- http://womensvoicesforchange.org/tag/mona-seif
- http://www.independent.co.uk/news/world/africa/quiet-heroines-whose-courage-has-helped-keep-uprising-going-2205080.html
- http://blogs.aljazeera.net/category/person/mona-seif
- http://www.cnn.com/2011/WORLD/meast/06/16/arab.unrest.irevolution/
- http://mrzine.monthlyreview.org/2011/hanna150611.html
- http://www.almasryalyoum.com/en/node/467893
- http://www.almasryalyoum.com/en/node/452285
- http://english.aljazeera.net/indepth/features/2011/02/2011217134411934738.html
- http://www.indybay.org/newsitems/2011/02/02/18671000.php
- http://www.telegraphindia.com/1110209/jsp/foreign/story_13555988.jsp
- http://www.onthemedia.org/episodes/2011/04/15/segments/159143
- http://www.onthemedia.org/episodes/2011/02/04/segments/158939
- http://electronicintifada.net/content/egyptian-activist-mona-seif-its-revolution-and-its-not-over/9230
- http://videocafe.crooksandliars.com/scarce/mona-seif-egyptian-activist-inside-tahrir-s

## وصلات خارجية
- يوميات تحت الحكم العسكري، مدونة حملة مناهضة للمحاكمات العسكرية.
- مدونة ماعت، مدونة منى الشخصية
- حساب منى سيف في فليكر
- حساب منى سيف في تويتر